# Placodiscus pedicellatus
Placodiscus pedicellatus är en kinesträdsväxtart som beskrevs av Frances G. Davies. Placodiscus pedicellatus ingår i släktet Placodiscus och familjen kinesträdsväxter. Inga underarter finns listade i Catalogue of Life.